# Hendrik Willem van Loon
Hendrik Willem van Loon (n. 14 ianuarie 1882, Rotterdam, Țările de Jos – d. 11 martie 1944, Old Greenwich⁠(d), Greenwich, Connecticut, SUA) a fost un istoric și jurnalist american de origine neerlandeză.
În anul 1902 a plecat în Statele Unite pentru a studia la Cornell University. Își obține doctoratul la Universitatea din München, în 1911, cu o teză intitulată The Fall of the Dutch Republic („Căderea Republicii Olandeze”), care va deveni, în 1913, prima sa carte publicată. Este corespondent al agenției Associated Press în Rusia, în timpul revoluției din 1905, iar apoi în Belgia în anul 1914, la începutul Primului Război Mondial. Se întoarce în Statele Unite, unde conferențiază la Cornell University, iar în 1919 devine cetățean american. În 1940 îl sprijină pe Franklin D. Roosevelt în campania electorală și îi îndeamnă pe americani să se împotrivească totalitarismului după ce, cu doi ani mai înainte, denunțase nazismul într-un volum care a avut ecou în epocă.
Este unul dintre cei mai importanți autori de istorie pentru copii și adolescenți; a publicat zeci de volume, pe care le-a și ilustrat. Cea mai cunoscuta carte a sa este Istoria omenirii, apărută pentru prima dată în 1921 și actualizată ulterior de autor, apoi de fiul său și de alți istorici. Istoria omenirii a fost, în 1922, prima operă distinsă cu Newbery Medal, prestigios premiu nord-american destinat literaturii pentru copii.